# Banou Diawara
Pour les articles homonymes, voir Diawara.
Banou Diawara (né le 13 février 1992 à Bobo-Dioulasso au Burkina Faso) est un joueur de football international burkinabé, qui évolue au poste d'avant-centre à l'AS Douanes.

## Biographie

### Carrière en club
Avec le club de la JS Kabylie, il joue 25 matchs en première division algérienne, marquant 11 buts. Le 2 octobre 2015, il inscrit un doublé contre la JS Saoura.

### Carrière en sélection
Il joue son premier match en équipe du Burkina Faso le 12 mai 2015, en amical contre le Kazakhstan (score : 0-0).
Il inscrit son premier but en équipe nationale le 4 septembre 2016, contre le Botswana. Ce match gagné 2-1 rentre dans le cadre des qualifications pour la Coupe d'Afrique des nations 2017. La même année, il marque deux buts à l'occasion de matchs comptant pour les éliminatoires du mondial 2018, contre l'Afrique du Sud et le Cap-Vert.
Il participe avec l'équipe du Burkina Faso à la Coupe d'Afrique des nations 2017 organisée au Gabon. Lors de cette compétition, il joue trois matchs, notamment la demi-finale perdue contre l'Égypte.

## Palmarès

### En club
RC Bobo
- Championnat du Burkina Faso  (1)
  - Champion : 2014-15.

### Distinctions individuelles
- Meilleur buteur du championnat du Burkina Faso en 2013-14 (15 buts) et 2014-15 (13 buts).